# White Sister (album)
White Sister è il primo album dei White Sister, pubblicato nel 1984 per l'etichetta discografica EMI Records.

## Il disco
Nel disco è presente un brano ceduto alla band dal loro produttore, l'ex tastierista degli Angel Gregg Giuffria. Si tratta di "Whips", scritto dal chitarrista degli Angel Punky Meadows insieme a Dennis "Fergie" Frederiksen, e Ricky Phillips. "Whips" era stato scritto dagli Angel nel 1981 quando, poco prima del loro scioglimento, avevano rivoluzionato la formazione composti appunto da Giuffria (tastiere), Punky Meadows (chitarra), Ricky Phillips (basso), Dennis "Fergie" Frederiksen (voce) e Barry Brandt (batteria).
La nona traccia dell'album, "One More Night", è stata invece scritta dall'ex cantante dei Sabu David Glen Eisley (che da lì a poco diventerà il frontman dei Giuffria) insieme agli stessi White Sister. Eisley fece visita alla band durante le registrazioni in studio, e li aiutò nella stesura finale del testo del brano, con il quale l'album venne completato.

## Tracce
1. Don't Say That You're Mine (Brandon, Chadock, Churchill) 04:31
2. Straight from the Heart (Brandon, Chadock, Churchill) 04:53
3. Love Don't Make It Right (Brandon, Chadock, Chruchill, Giuffria) 04:05
4. Breakin' All the Rules (Brandon, Chadock, Churchill) 04:12
5. Whips (Meadows, Frederiksen, Phillips) 05:01
6. Can't Say No (Brandon, Chadock, Churchill) 04:18
7. Promises (Brandon, Chadock, Churchill) 04:29
8. Walk Away (Brandon, Chadock, Churchill) 04:20
9. One More Night (Brandon, Chadock, Churchill, Eisley) 03:17
10. Just for You (Brandon, Chadock, Churchill) 03:16

## Formazione
- Dennis Churchill-Dries - voce, basso
- Garri Brandon - voce, tastiere, sintetizzatori
- Rick Chadock - chitarra
- Richard Wright - batteria